# Mambliga
Mambliga, también conocido como Mambliga de Losa, es una entidad local menor formada por la localidad del mismo nombre situada en la provincia de Burgos, comunidad autónoma de Castilla y León (España), comarca de Las Merindades, partido judicial de Villarcayo, ayuntamiento de Valle de Losa.
La iglesia está dedicada a san Pedro Apóstol.

## Geografía
En la vertiente mediterránea de la provincia, al sur de Sierra Salvada, al norte del valle de Valdegovía y al oeste del Monumento Natural del Monte Santiago; a 50 km de Villarcayo, cabeza de partido, y a 107 de Burgos.

## Comunicaciones
En la provincial BU-V-5524 y a situada a 2 km de la carretera autonómica BU-552 por donde circula la línea de autobuses Quincoces de Yuso-Berberana-Vitoria y comunica El Ribero, en la N-629, con Berberana, en la BU-556; pasando por Castrobarto, Castresana, Vescolides y Quincoces de Yuso.

## Situación administrativa
En las elecciones locales de 2007 correspondientes a esta entidad local menor concurre una sola candidatura Independiente San Pedro (ISP) encabezada por Jose Luis López Urbina.

## Demografía
Evolución de la población
| Gráfica de evolución demográfica de Mambliga entre 2000 y 2017     |
|                                                                    |
| Población de derecho (2000-2017) según el padrón municipal del INE |

## Historia
Lugar de la Junta de San Martín, perteneciente al partido de Castilla la Vieja en Burgos, jurisdicción de señorío ejercida por el Duque de Frías quien nombraba su regidor pedáneo.
A la caída del Antiguo Régimen queda agregado al ayuntamiento constitucional de Junta de San Martín de Losa, en el partido de Villarcayo perteneciente a la región de Castilla la Vieja.
Así se describe a Mambliga en el tomo XI del Diccionario geográfico-estadístico-histórico de España y sus posesiones de Ultramar, obra impulsada por Pascual Madoz a mediados del siglo XIX:

Lugar en la provincia, diócesis, audiencia territorial y capitanía general de Burgos (17 leguas), partido judicial de Villarcayo (7) y ayuntamiento titulado de la junta de San Martín (1/2). Está situado al pie de una cuesta que le domina por la parte S; reinan con especialidad el viento N, siendo su clima sano y las enfermedades más frecuentes los constipados. Tiene 14 casas; una fuente en medio del pueblo, de cuyas excelentes aguas se surten los vecinos para beber y demás usos; una iglesia parroquial matriz (San Lorenzo) servida por un cura párroco y un sacristán, cuyo curato lo provee el ordinario en hijos patrimoniales mediante oposición entre los mismos, y por último un cementerio detrás de dicha iglesia; pertenecen a la expresada parroquia, dos ventas que se hallan a tiro de bala del pueblo, en el camino que conduce a la Rioja. Confina el término N Villaño y Austri; E Hozalla; S Basabé y Acebedo, y O Fresno (los dos últimos de la provincia de Álava). El terreno es de mediana clase y de secano, encontrándose a la parte meridional y confinante con la provincia de Álava un monte poblado de pinos y alguno que otro roble. Caminos: el de ruedas que dirige de Losa y Montija a la Rioja y Vitoria, el cual va cayendo en desuso con motivo de haberse abierto la carretera de Bercedo y Santander. Correo: la correspondencia se recibe de Orduña por los mismos interesados. Producciones: trigo mocho y patatas; ganado yeguar y lanar; y caza de algunas liebres y perdices. Industria: la agrícola. Población: 5 vecinos, 19 almas. Capital productivo: 175.700 reales. Imponible: 16.163.
Diccionario geográfico-estadístico-histórico de España y sus posesiones de Ultramar

## Parroquia
Iglesia de San Pedro Apóstol dependiente de la parroquia de Villalba de Losa en el Arzobispado de Burgos, arciprestazgo de Medina de Pomar.